# Російські говірки раннього і пізнього формування
Російські говірки раннього і пізнього формування (говірки раннього, або первинного, і пізнього, або вторинного, утворення, заселення, говірки первинні та вторинні, говірки материнські і переселенські) — два типи говірок російської мови, генетично пов'язаних між собою, різняться територією розміщення, часом і принципом утворення, характером міждіалектних контактів, обрисів ареалів і розміщень ізоглос. Говори раннього формування займають центральні області Європейської частини Росії, де спочатку складалася російська мова здебільшого до XV сторіччя, говори пізнього формування поширені на іншій частині Росії і за її межами, на територіях, які були заселені вже після завершення процесу формування російської мови. Угруповання говірок раннього формування визначається відносно говірок пізнього формування як вихідне, що дає уявлення про основу діалектного членування російських діалектів.

## Відмінності говірок раннього і пізнього формування

### Охоплення територій і характер поширення на них говірок
Територія розповсюдження говірок пізнього формування значно перевищує територію поширення говірок раннього формування. Первинні говірки займають центр Європейської частини Росії, а вторинні розміщуються на територіях півдня і сходу Європейської частини Росії, а також всієї азійської частини Росії. Кордон між даними говірками є в достатній мірі умовним. До говорів первинного формування можуть бути віднесені говірки раннього заселення на півночі Європейської частини Росії. До говорам пізнього формування крім говірок півдня Європейської частини Росії, Урал а,  Сибіру,  Далекого Сходу також відносять різні говірки  старообрядців за кордоном: в Естонії, Латвії, Литві, Румунії, Канаді і в інших країнах.
Крім відмінностей в охопленні території говірок раннього і пізнього формування існують також відмінності у характері розселення носіїв говорів. Територія розселення носіїв первинних говірок являє собою суцільний масив. Територія розповсюдження вторинних говірок утворюється часто з ізольованих один від одного, переривчастих областей розселення  російських: острівні ареали в іншоетнічному оточенні, поділ російських областей іноетнічних ареалами, чересполосное проживання росіян з іншими народами і др.

### Історія формування говірок
Основи для появи і поширення різних мовних явищ, утворення російських діалектів, їх розвитку та розбіжності були закладені в ранній період розвитку російської мови в умовах існування удільних князівств і відносній відокремленості носіїв говірок різних російських територій. Формування територіальних різновидів російської мови відбувалося в основному до XV століття а в межах найстійкіших феодальних державних утворень в центрі європейської частини розселення російських. Таким чином сучасні говірки раннього формування в найбільшою мірою пов'язані з давньоруськими діалектними об'єднаннями і здебільшого є їх прямим продовженням. Населення територій вторинних говірок почало складатися пізніше, найраніше з них в нижній течії Дону і  Волги сформувалося тільки до XVI — XVII вв.. Різні групи говірок пізнього формування утворювалися в різний час до поч. XX століття.

### Розміщення ізоглос і ареалів діалектних явищ
За характером поширення діалектних явищ територія первинних говірок (де відбувалося формування російського народу і його мови) відрізняється визначеністю обрисів ареалів і розміщення ізоглос мовних явищ. Наявність пучків ізоглос і суміщення ареалів показують наявність різного роду певних діалектних об'єднань на цій території. На території вторинних говірок спостерігається невизначеність і строкатість розміщення дрібних ареалів, наявність розірваних або замкнутих кривих ізоглос, відсутність визначеності в поширенні діалектних явищ, змішання різнорідних діалектних об'єднань.

### Склад мовних комплексів
Говори пізнього заселення, як правило, повторюють мовні риси говірок центру Європейської частини Росії, що пояснюється походженням носіїв вторинних говірок, які є нащадками переселенців з території раннього формування в той період, коли вже склалися основні діалекти російської мови. Розміщення тих чи інших первинних діалектів на територіях переселення визначалося різними історичними процесами. При цьому на знову освоюваних російських територіях близькі за походженням говірки могли розміщуватися ізольовано одна від одної в різних районах, а сформовані у віддалених областях території первинного формування могли опинитися поряд в областях переселення. В результаті нових междіалектних контактів складалися змішані говори. Новоутворення в них були рідкісними, були розвитком діалектних рис говірок раннього формування, з якими нові говірки були пов'язані генетично. Таким чином, мовні комплекси говірок пізнього формування повторюють діалектні явища говірок раннього формування в нових поєднаннях або рідше в зміненому вигляді.

## Особливості формування говірок пізнього заселення
Діалектна основа переселенських говірок є неоднорідною, мовні відносини, що складалися на території пізнього заселення, мають складний і різноманітний характер, у розвитку говорів часто відзначається дія багатьох факторів взаимопереплетающихся.
Крім факторів, що вплинули на формування діалектних відмінностей, загальних для первинних і вторинних говірок (междіалектное контактування, вплив літературної мови, вплив субстрату та ін) існують також чинники формування специфічні для говірок пізнього освіти екстралінгвістичні і власне лінгвістичного характеру:
- Різне час переселення, за цією ознакою розрізняють раннепереселенческіе говірки - XVI - XVII ст.;

Переселенські говірки - XVIII -  XIX ст.;пізні переселенські говірки-  кін. XIX - поч. XX ст., що відбивається, наприклад, в диференціації говірок  Сибіру на старожільческіх говірки і говірки новоселів.
- Характер переселення. Одночасне переселення або різночасні. Масове переселення або одиничне[1].
- Характер междіалектних контактів російських говірок різного походження між собою на новій території. Поява змішаних говір ів.
- Характер діалектної основи говірки (монодіалектная, бідіалектная, полідіалектная основа).
- Характер співвідношення основ взаємодіючих говірок.
- Характер відносини з материнськими говорами.
- Характер розвивається вторинного говірки.
- Діалектна приналежність говірки[8].
- Иноязычное влияние в возникновении различных диалектных особенностей в говорах позднего формирования в большей степени, чем в говорах раннего формирования[3].
- Вплив на відокремлення тих чи інших переселенських говірок релігійних відмінностей, розвиток таких говірок (головним чином говірок  старообрядців) в ізоляції від інших[3].
- Обособленное развитие от других русских говоров в изоляции в иноэтничном окружении или из-за особых природных условий (развитие в арктических областях говоров русскоустьинцев и походчан) (островные говоры)[9].

## Вивчення
Найбільш вивченими є говірки раннього формування, представлені на діалектологічних картах російської мови 1915 року і 1965 року (на карті 1965 виключно говірки раннього формування), на території їх розповсюдження виділені різні діалектні об'єднання (наріччя, діалектні зони, групи говірок), комплексний підхід у вивченні діалектних явищ первинних говірок відображений в атласах різних територій, а також в загальному діалектологічної атласі російської мови . На відміну від вивчення явищ, поширених на території первинних говірок в цілому, вторинні говірки вивчаються окремо кожному регіоні, відсутня їх загальна класифікація.